# Yoshiaki Unetani
Yoshiaki Unetani (* 6. Oktober 1944 in Kure; † 5. November 2022 ebenda) war ein japanischer Marathonläufer.

## Leben
Yoshiaki Unetani gewann den Boston-Marathon 1969 und 1971 den Biwa-See-Marathon. Bei den Olympischen Sommerspielen 1972 in München belegte er im Marathonlauf den 36. Platz.
Unetani hatte an der Nippon Sport Science University studiert und war danach als Lehrer an der Takehara High School in der Präfektur Hiroshima tätig. Er erkrankte später an Kehlkopfkrebs und starb an am 5. November 2022 an den Folgen einer Lungenentzündung im Alter von 78 Jahren.